# Edward Hojan
Edward Hojan (ur. 1939) – polski fizyk i akustyk, profesor nauk fizycznych; specjalizuje się w akustyce i elektroakustyce, nauczyciel akademicki Uniwersytetu im. Adama Mickiewicza w Poznaniu.
Tytuł naukowy profesora nauk fizycznych został mu nadany w 1992 roku. Na macierzystym Wydziale Fizyki UAM pracuje jako profesor zwyczajny w Zakładzie Elektroakustyki Instytutu Akustyki. Prowadził zajęcia m.in. z dopasowania aparatów słuchowych.
Jest członkiem Polskiego Towarzystwa Akustycznego. Był ponadto członkiem Komitetu Akustyki PAN.

## Wybrane publikacje
- Akustyka laboratoryjna, cz. 2 (współautor wraz z M. Kwiekiem i A. Śliwińskim), PWN 1971
- Zasady nagłaśniania pomieszczeń i przestrzeni otwartej, Wydawnictwo Naukowe UAM 1988, ISBN 83-232-0127-7 (wyd. 2 - 2003, ISBN 83-232-1175-2)
- Akustyka aparatów słuchowych, Wydawnictwo Naukowe UAM 1997, ISBN 83-232-0809-3
- Miernictwo aparatów słuchowych, Wydawnictwo Naukowe UAM 2001, ISBN 83-232-1104-3
- Dopasowanie aparatów słuchowych, Mediton Oficyna Wydawnicza 2009, ISBN 978-83-923866-1-2
- Protetyka słuchu (redaktor naukowy), Wydawnictwo Naukowe UAM 2014, ISBN 978-83-232-2748-9
- ponadto artykuły publikowane w czasopismach naukowych, m.in. w „Archives of Acoustics”[1][3][4]